# Азимов, Кязим Агамирза оглы
Кязим Агамирзоевич Азимов (Кязим Агамирза оглы Азимов; азерб. Kazım Ağamirzə oğlu Əzimov; род. 10 февраля 1951, Арчиван, Астаринский район) — советский и азербайджанский историк философии, культуры, социолог, востоковед. Специалист в области истории древней и средневековой философии Ближнего Востока и Азербайджана.
Доктор философских наук (1989), профессор (1990).

## Биография
Кязим Азимов родился 10 февраля 1951 года в селе Арчиван Астаринского района Азербайджанской ССР в интеллигентной семье. Отец, Агамирза Азимов был общественным деятелем и Заслуженным учителем Азербайджанской ССР. 
В 1968 году окончил среднюю школу села Арчиван. В том же году поступил в Институт иностранных языков имени М. Ф. Ахундова. В 1973 году, окончив институт по специальности английского и азербайджанского языков с ленинской стипендией, приступил к педагогической деятельности.
В 1975 году, после службы в советской армии, поступил в аспирантуру Московского государственного университета, факультет философии. В 1979 году защитил диссертацию.
В 1979 году был преподавателем в Университете дружбы народов им П. Лумумбы.
В 1980 году начал преподавать в Азербайджанском государственном институте искусств.
В 1980—1982 годы учился на факультете восточных языков Азербайджанского Государственного Университета.
В 1982—1985 годах учился на очной докторантуре факультета философии МГУ. В 1989 году защитил докторскую диссертацию.
В 1986—1995 годы работал профессором Азербайджанского государственного института искусств.
В 1995—1996 годы являлся деканом Университета Хазар.
В 1997—1999 годы являлся ведущим научным работником отдела социологии Академии наук Азербайджана.
В 2001 году получил приглашение на работу в качестве преподавателя философии в Гавайском университете. Был рекомендован рядом специалистов по социологии и философии Гарвардского, Гавайского, Чикагского, Техасского, Вашингтонского, Индианского университетов.
С 1998 года по настоящее время работает профессором социологии, истории и методологии социологии Бакинского Государственного Университета.
С 2000 по 2018 год был приглашенным профессором в Гавайском государственном университете, Гарвардском Университете, Университете Джорджа Мейсена (США), Лондонском Университете, в Университетах Германии, Швеции и Центральной Европы (Венгрии).

## Основные идеи и концепции
Интересы Кязима Азимова лежат в следующих областях:
- Кавказоведение;
- Классическая греческая и исламская философия;
- Междисциплинарные, семиотические и культурологические исследования;
- Сравнительная религиозная и философская антропология;
- Философия языка и мышления;
- Социология этнических отношений, мультикультурализма;
- История и теория государственного суверенитета[1].

Учёный рассматривает вопросы связи зороастризма и ислама, и формирование в результате их смешения современной философии на территории Азербайджана. Кязимом Азимовым были научно и системно изучены проблемы человека в зороастрийской и исламской религиозной философии, корни прогрессивности, гуманизма, оптимизма, миролюбия в азербайджанской религиозной и философской мысли.
В своей монографии «Азербайджанские мыслители о человеке» (Баку, 1986) Кязим Азимов, как указывает рецензент Ш. Ф. Мамедов, поднял важные вопросы этико-философской и эстетической культуры Азербайджана в контексте Ближнего и Среднего Востока. Азимов по-новому осветил некоторые аспекты суфизма, в частности его учение о бытии и человеке. Азимовым отрицалась пантеистическая доктрина суфизма касательно бытия и человека, выдвигалась идея теопантизма в суфизме. Также Азимовым был рассмотрен западный взгляд на рассматриваемые темы. Азимовым был проведен сравнительный анализ этической и эстетической культуры народов Востока, в том числе Азербайджана, и греческой античности и средневекового Запада, сделана попытка установить их общий корень.
Вторая монография К. Азимова «Проблема человека в религиозно-философских доктринах зороастризма и ислама» (Баку 2009) продолжает ранее начатое им исследование вечно «старых» и «новых» вопросов человеческого бытия — представлений о ценностном мире человека в религиозно-философских доктринах зороастризма и ислама. В такой постановке проблема религиозно-философской антропологии зороастризма и ислама в отечественной и зарубежной литературе не была изучена. Она впервые системно анализируется в данной монографии. В ней автор придерживается концепции прерывности-непрерывности, то есть «снятой» продолжительности философской мысли стран Ближнего Востока, Азербайджана, Центральной Евразии и Средиземноморья, которая основывается на контрастном рассмотрении культуры и цивилизации. В связи с данным регионом в рамках строгой хронологии эпохи древности, точнее до возникновения ислама и христианства, он вводит в научный оборот понятие общности Центрального Евразийского геокультурного пространства и времени.
К. Азимов подчеркивает, что зороастрийские философские традиции и культура в целом являются неотъемлемой частью данного культурного пространства и времени, своего рода «универсальным языком» культуры региона. Согласно его концепции, в данном регионе направление развития философской мысли, культуры в целом изменяется в связи с возникновением христианства на Западе и ислама на Востоке. Изменение этой культурной оси, по терминологии К. Ясперса — «исторической оси», рассматривается в сравнительных аспектах философских традиций Запада и Востока. Впервые выявляются парадигмы зороастрийской и исламской религиозно-профетологической и философской антропологии, их сходства и различия, показывается дальнейшее взаимовлияние и слияние историко-философских и религиозных традиций до и после возникновения ислама и христианства. Зороастрийская и исламская религиозная и философская антропология рассматриваются К. Азимовым не только как совокупность верований, культов, обрядов, но и как определенная историческая форма предметно-ценностного знания о человеке и его бытии.  
К. Азимов подчеркивает, что социокультурный контекст, идейно-мировоззренческое содержание зороастризма и ислама, в которых существенную роль играет традиция, задают общность парадигм философствования на тему человека. Согласно данной концепции, такое положение вещей в исламе самым тесным образом связано с природой профетологической культуры, которая представляет собой не тип волеизъявления в целом, а образец познания человеком некоторых непреложных истин подлинного творца, то есть Бога и его посланников.

## Восприятие и отзывы
Советские специалисты положительно отзывались о концепции зороастрийской и исламской религиозной и философской антропологии, отстаиваемой К. Азимовым. Об этом свидетельствуют положительные отзывы и рекомендации, написанные известными специалистами в данной области. Современными западными специалистами были даны как положительные, так и критические оценки.
Профессор социологии Гавайского и Гарвардского университетов США Майкл Вайнстайн писал:
| « | Выход на свет монографии моего коллеги Кязима Азимова обрадовал меня. Его концепция Ориентализма очень близка традициям рационалистического гуманизма. Он сам является примером сохранения и умножения этих традиций в современной академической культуре. Я до сих пор учусь у него. | » |

Профессор классической греческой философии и литературы в Лондонском университете Анн Шеппард заключает:
| « | Монография профессора Азимова показывает, как он умело применяет семиотический подход к исламской мысли продуктивным и стимулирующим мысли способом. | » |

Профессор Исламских исследований в Мичиганском университете Александр Кныш пишет:
| « | Профессор Азимов является крупным специалистом по суфизму в Азербайджане … Он много публиковал в этой области и в настоящее время работает над новым проектом, который проводит семиотическое изучение духовных и эзотерических аспектов христианской, еврейской и исламской религиозных и философских систем. Я рекомендую его проект как новаторское сравнительное исследование лингвистических и семиотических аспектов мистической религии и философии. | » |

Профессор философии Ислама и Средней Азии Гавайского государственного университета Тамара Албертини пишет:
| « | Профессор Азимов является отличным экспертом по культуре и философии Ближнего Востока, Центральной Азии и Южного Кавказа. Я рекомендую его для преподавания в университетах США как талантливого историка философии и культуры. Приняв его на работу, любой американский университет окажется в выигрыше. | » |

## Награды
Начиная с 2000-х, К. Азимова приглашал ряд университетов зарубежных стран. Он являлся почетным профессором, награжден дипломами и сертификатами.
- 2000—2001 — Гарвардский и Гавайский университеты (США, 1 год).
- 2003 — Центральный Европейский Университет, Будапешт (7 месяцев).
- 2004 — Университет Джорджа Мейсона, Фэйрфакс, Виржиния, (США, 3 месяцев).
- 2004 — Британская Академия, Лондонский и Ливерпульский университеты (1 месяца).
- 2004 — Стамбульский университет Богазичи (1 месяца).
- 2005 — Георг Августский университет Гёттинген, Германия (4 месяца).
- 2006 — Свободный Берлинский университет, Германия (4 месяца).
- 2009 — Свободный Берлинский университет, Германия (4 месяца).
- 2011 — Университет Аристотеля, Фессалоники, Греция (7 месяцев).
- 2017 — Университет Мальмё, факультет культуры и общества, Швеция (4 месяца).

## Членство в научных обществах
- Почетный член и выпускник Немецкой Академии международного научного обмена
- Член Международной федерации философских обществ (Франция)
- Член Североамериканского центра исследований Ближнего Востока (США)
- Член социологических обществ Гавайского и Гарвардского университетов (США)
- Член Азербайджанско-Американской Ассоциации выпускников
- Член Вильнюсского социологического общества
- Сопредседатель Специализированного научного совета НАНА (2005—2017) Является членом Ученого и Координационного совета Института философии НАНА Азербайджана.
- Член Бакинского международного центра мультикультурализма[1]

### Монографии
- Азимов К. А. Проблема человека в религиозно-философских доктринах Зороастризма и Ислама. Баку, 2009. 303 с.
- Азимов К. А. Средневековые азербайджанские мыслители о человеке и критика современных западных интерпретаций. Баку 1986. 207 с.
- Азимов К. А. Ценностный мир человека в религиозно-философской доктрине Зороастризма. Баку 1991, 122 с.
- Азимов К. А. Проблема человека и общества в древней и средневековой философии Азербайджана. Москва «ИНИОН», 1987. 350 с.

### Учебники и учебные пособия
- Социология. Учебное пособие для университетов. Баку, 2003, 312. с. (соавтор, на азерб. языке);
- Человек и общество. Учебники для 8, 9, 10 и 11 классов. Баку 2005—2007 гг. (соавтор, на азербайджанском и русском языках);
- Введение в конфликт и мир. Роль женщин в разрешении конфликтов на Южном Кавказе. Баку, 2003 (на азербайджанском, русском и английском языках). 277 с. (соавтор и переводчик на азербайджанском, русском и английском языках).

### Статьи
- Азимов К. А., Сатыбекова С. К. Анализ зороастрийской концепции человека. — Философские науки, № 3, 1987.
- Азимов К. А. Об одной организмической модели мира в средневековом исламе. В кн.: Взаимодействие культур Востока и Запада. Вильнюс, 1988.
- Азимов К. А. Критика западных концепций идейного наследия Низами. «Вестник МГУ». «Философия», 1978, № 3.
- Азимов К. А. Современные западные концепции этического наследия средневекового Ближнего Востока // «Мораль, общество, личность», Москва, МГУ, 1979.
- Азимов К. А. Критика некоторых современных западных концепций в свете диалектико-материалистического понимания сущности человека. // Материалистическая диалектика и современность. Баку, АГУ 1981.
- Азимов К. А. О тенденциозности освещения некоторых направлений этической мысли мусульманского средневековья в современной англоязычной литературе. Деп. в ИНИОН АН СССР /№ 2890/ М.,1978.
- Азимов К. А. Критика западных интерпретаций нравственных исканий Махмуда Шабустари. Деп. в ИНИОН АН СССР, М. 1978, /№ 2891/.
- Азимов К. А. Космос как система символов в эстетической культуре мусульманского средневековья. // Семиотика и проблемы коммуникации. Ереван, 1982.
- Азимов К. А. Пространство и время в средневековой культуре Ближнего Востока. Материалы I республиканской конференции, посвященной 60-летию образования СССР, Баку, «Элм», 1983.
- Азимов К. А. К вопросу о мировоззренческой сущности суфийских понятий. «Вестник АН Казах. ССР», Алма-Ата, 1986, № 7.
- Азимов К. А. Бытие и человек в доктрине средневекового восточного суфизма. В кн.: Актуальные вопросы философской и общественной мысли народов СССР. Деп. в ИНИСОН АН СССР. М., 1985, /№ 23017/.
- Азимов К. А. Эстетический анализ языка мусульманской средневековой культуры. // Материалы 2-й республиканской конференции молодых философов. Баку, «Элм», 1984.
- Азимов К. А., Хайруллаев М. М. Культурное наследие и история философской мысли. Ташкент 1985, «Вопросы философии» 1986, № 11.
- Азимов К. А. Модели социального изменения и развития в современной западной социологии // Актуальные проблемы современности. Баку, 2003.
- Азимов К. А. Методы и принципы сравнительного исследования современной европейской политической философии // Актуальные проблемы современности. Баку, 2004.
- Азимов К. А. Азербайджанская модель мультикультурализма: исторические и социологические аспекты // Азербайджанская модель мультикультурализма: философские, социологические и правовые взгляды. Баку 2016.
- Азимов К. А. Восток и Запад: связи между философией и искусством// Журнал «Мир», № 3, Баку 2005.
- Азимов К. А. Восток и Запад: философия и беллетристика//Журнал «Гобустан», № 1-2, Баку 1993.
- Азимов К. А. Культ святых и паломничества в Исламе // Глобализация как этап развития мирового сообщества. Пенза-Сургут-Баку 2011.
- Азимов К. А. Трансформация древних культов в контексте исламской культуры // Глобализация как этап развития мирового сообщества. Пенза-Сургут-Баку 2011.
- Азимов К. А. Политический реализм в западной социальной философии: от Макиавелли до Моргентау // Актуальные проблемы социальной философии на современном этапе. Институт философии, социологии и права НАНА. Баку: Текнур 2011.
- Азимов К. А. Государственное мышление и принцип политической целесообразности в политической философии Макиавелли// Научный журнал теологического факультета Бакинского государственного университета, № 15, апрель 2011.
- Азимов К. А. Социальная сущность идеи государственности Н. Макиавелли // Институт философии, социологии и права НАНА. Научные труды. Международный научно-теоретический журнал № 1 (16). Баку 2011.
- Азимов К. А. Традиции политического реализма в западной политической философии и современные теории международных отношений// Глобализация как этап развития мирового сообщества. Пенза-Сургут- Баку 2011, С. 118—126.
- Azimov K. A. Introduction to Conflict and Peace Studies. Women for Conflict Prevention and Peacebuilding in the Southern Caucasus. Reader. UNIFEM, UN — Baku, 2003 (co-author). 278 p.
- Azimov K. A. Internal and External Dimensions of Ethnic Conflicts in the Caucasus// Kennedy School of Government, Harvard University News Letter No3, July
- Azimov K. A. The Binary Oppositions in Islamic Thought : Semantic of the Signs and Symbols in Sufism. — Le recueil des textes de «I’Ecole internationale d’ete» consacres aux recherché interdisciplinaries. Bakou — Paris, pp. 299–318.
- Azimov K. A. The Renaissance Culture of Turks: Azerbaijan and Central Asia. — International Symposium on Uluğ Bey and His Environment. Atatürk Supereme Council for Culture, Language and History. The North Cyprus, May 29-31, 1994, Published Theses, pp. 13–20.
- Azimov K. A. Cultural Capital, Modernization and Education: Sociological Perspective // the Institute of Philosophy of Azerbaijan National Academy of Sciences. The International Scientific and Theoretical Journal, № 1 (26), 2016, Part I, pp. 160–171.
- Azimov K. A. Cultural Capital, Modernization and Education: Sociological Perspective. In, The Institute of Philosophy of Azerbaijan National Academy of Sciences. The International Scientific and Theoretical Journal, № 2 (27), 2016, Part II, pp. 71–84.
- Azimov K. A. The Transformation of the State Sovereignty in the Age of Globalization: A Case Study in Azerbaijan. — The Institute of Philosophy of Azerbaijan National Academy of Sciences. The International Scientific and Theoretical Journal, № 1(24), 2015, pp. 29–38.
- Azimov K. A. Introduction to Conflict and Peace Studies. Program for the discipline. New teaching/learning methods in Conflict studies. Baku 2003, 32 p.

## Проекты, презентации и доклады на международных форумах, конференциях, конгрессах
- Azimov K. A. Multicultural Dimensions of Modernization, Human Capital and Education: A Sociological Perspective on Azerbaijan. Malmö University, Faculty of Society and Culture, RUCARR. — International Conference, Circassians in the 21st Century: Identity and Survival in the Homeland and Diaspora. November 22-24, 2017, Sweden.
- Azimov K. A. Transforming Education: In the Searh of a Shared Turkic Model of Cultural Capital and Education// International Congress, Passing Among Levels and New Models in Education from the Establishment of the Republic to the Present Day, 16-18 OCAK/January, Crowne Plaza/Antaliya 2015.
- Azimov K. A. The Renaissance Culture of Turks: Azerbaijan and Central Asia. — International Symposium on Uluğ Bey and His Environment. Atatürk Supereme Council for Culture, Language and History. The North Cyprus, May 29-31, 1994.
- Azimov K. A. Medieval Islamic Philosophy and Neo-Platonist Greek Philosophy Interface//International Society Conference for Neo-Platonic Studies. Annual Meeting, Liverpool, 24th−27th July, 2004.
- Azimov K. A. Porphyry and Islamic Philosophy//Conference on Porphyry. London University. Annual Meeting. 6th — 7th July, 2004.
- Azimov K. A. International geopolitical situation and ethnic conflicts in Southern Caucasus, Gottingen G. August University, Germany 2006.
- Azimov K. A. Nagorno-Karabakh conflict: what international law and norms say? German-Azerbaijan Institute after named Nizami, Potsdam University, and Free Berlin University, Germany, 14 December, 2006.
- Azimov K. A. The Idea of «The Common Caucasus Home»: local conflicts and peace building in the Caucasus. The MESANA Conference. 13-17 November, Orlando, Florida, USA.
- Azimov K. A. Political career building by Ilham Aliyev in the light of contemporary geopolitical situations. The MESANA Conference. 13-17 November, Orlando, Florida, USA.
- Azimov K. A. Ethnic Conflicts in Afghanistan and Central Asia. — Middle East Center, Harvard University, May 15, 2001.
- Azimov K. A. Distance Learning and Teaching Methodologies. // JFDP mid-year Conference, 24-27 January, Washington DC, 2001.
- Azimov K. A. Teaching Critical Thinking and Cooperative Classes. // JFDP Final Conference, 15-19 July, Washington DC, 2001.
- Azimov K. A. «Between Faith and Knowledge. Platonic and Aristotelian Philosophical Traditions in Medieval Islamic Thought». // The Central European University SPO Fellowships Public Lecture. Budapest 2003.